# Атлит (военно-морская база)
Военно-морская база ВМС Израиля «Атлит» (ивр. בסיס עתלית‎) — засекреченная военно-морская база ВМС Израиля возле поселка Атлит, которая является головной базой коммандос израильского флота Шайетет 13.

## Основные сведения
На территории военно-морской базы находится крепость Атлит, средневековая крепость крестоносцев, в настоящее время закрытая для посещений.
В 2010 году премьер-министр Израиля Биньямин Нетаньяху посетил базу, чтобы поприветствовать спецназовцев, участвовавших в морской операции по перехвату судна «Мармара».